# Domiziana Cavanna
Domiziana Cavanna (Pietra Ligure, 9 novembre 1995) è una nuotatrice artistica italiana.

## Carriera
Domiziana Cavanna ha fatto parte della nazionale italiana juniores medaglia di bronzo nel libero combinato agli Europei giovanili di Belgrado 2011. L'anno successivo ha partecipato pure ai Mondiali giovanili che sono stati disputati a Volo, in Grecia.
Da seniores ha collezionato le sue prime presenze ai campionati mondiali con la squadra dell'Italia durante Budapest 2017, contribuendo al quinto posto ottenuto nel programma tecnico della gara a squadre e al quarto posto nel libero combinato. Vince complessivamente tre medaglie agli Europei di Glasgow 2018: un argento nel libero combinato e due bronzi nei due programmi (tecnico e libero) della gara a squadre.
Domiziana Cavanna ha fatto parte della squadra italiana che ai Mondiali di Gwangju 2019 ha conquistato la prima storica medaglia iridata a squadre classificandosi seconda nell'highlight, routine di nuova introduzione nei campionati, dietro l'Ucraina e davanti alla Spagna.

## Palmarès
- Mondiali

Gwangju 2019: argento nell'highlight.
Budapest 2022: argento nell'highlight, bronzo nel libero combinato e nella gara a squadre (programma tecnico).
- Europei

Glasgow 2018: argento nel libero combinato, bronzo nella gara a squadre (programma tecnico e libero).
Roma 2022: argento nel libero combinato, nell'highlight, nella gara a squadre (programma tecnico e libero).
- Europei giovanili

Belgrado 2011: bronzo nel libero combinato.